# Viktor Nopp
Viktor Nopp (ur. 1893, zm. 1970) – czeski oficer wojskowy, skrzypek i pedagog muzyczny, profesor Konserwatorium w Brnie.

## Życiorys
Urodził się w 1893. Przed 1914 był przynależny do miejscowości Tobitschau. Był narodowości czeskiej. Uzyskał wyższe wykształcenie.

### Służba wojskowa
Po wybuchu I wojny światowej w 1914 został powołany do służby w szeregach C. K. Armii i do 1918 był żołnierzem 54 pułku piechoty (do 1914 stacjonującego w Olmütz). Jako kadet w rezerwie 1 kompanii tego 54 p.p. pod koniec 1914 był odnotowany jako ranny. W korpusie piechoty mianowany porucznikiem w rezerwie z dniem 1 maja 1915, a potem awansowany na nadporucznika w służbie czynnej z dniem 1 września 1915. 
U kresu wojny 54 pułk piechoty stacjonował w koszarach w Sanoku (przed wojną obiekty były zajmowane przez 45 pułk piechoty). W tym czasie funkcję komendanta austriackiej załogi wojskowej pełnił płk Iwan Maksymowycz. W tym czasie patriotycznie usposobiony porucznik Nopp poprzez swoją grę na skrzypcach nawiązał i utrzymywał kontakty z polskimi domami w Sanoku, oficjalnie dając koncerty, a niejawnie prowadząc polską akcję niepodległościową. Stanął na czele, złożonego z wojskowych swojego pułku (oficerów, podoficerów i szeregowych), czeskiego Komitetu Żołnierskiego. Zamiarem Komitetu było wypowiedzenie posłuszeństwa komendzie pułku oraz powrót do Czech. Na dzień podjęcia działań ustalono 1 listopada 1918 i wtedy plutony i kompanie złożone z czeskich żołnierzy wymaszerowały pod kierunkiem por. Noppa na sanocki rynek, gdzie on sam objaśnił podkomendnym sytuację i nakazał zdjęcie z czapek „bączków austriackich” oraz złożenie przysięgi na wierność państwu czeskiemu (wzgl. czechosłowackiemu). Do zgromadzonych Czechów dołączyli się polscy przedstawiciele władz miasta i głowni działacze niepodległościowi. Tego samego 1 listopada 1918 do koszar udała się skierowana rankiem tego dnia przez sanocką Radę Miejską delegacja z żądaniem wobec płk. Maksymowicza rozbrojenia załogi wojskowej i oddania władzy Polakom. W składzie delegacji byli: burmistrz Sanoka dr Paweł Biedka, były burmistrz Feliks Giela, adwokaci dr Wojciech Ślączka, dr Adolf Bendel i dr Jonasz Spiegel, działacze sokoli Adam Pytel i Marian Szajna, Michał Słuszkiewicz, lekarz dr Karol Zaleski, H. Sobol, Tomasz Rozum, Michał Guzik oraz wojskowi kpt. Antoni Kurka (kmdt POW na Sanok), kpt. Franciszek Stok, kpt. Eugeniusz Hoffman i – jak po latach określił historyk Wojciech Sołtys – „pozyskany dla sprawy polskiej Czech” por. Viktor Nopp-Rudolf. Pułkownik Maksymowycz wyraził opór, jednak mimo tego ostatecznie uległ (także wskutek presji czeskich żołnierzy pojawiających się w gabinecie komendanta) i Polacy kontynuowali przejmowani władzę w mieście i powiecie. Podczas spotkania presję na pułkownika wywarli także czescy żołnierze 54 pułku, którzy stanęli po stronie polskiej. W tym samym dniu Maksymowycz został internowany, początkowo odprowadzony do swojej kwatery, a potem w asyście dwóch oficerów wywieziony do Krakowa.
Podczas zgromadzenia polskich osobistości tuż po przejęciu władzy w mieście obecni byli dwaj czescy oficerowie, którzy zadeklarowali, że  żołnierze ich narodowości pozostaną w mieście jeszcze przez kilka dni do czasu zorganizowania polskich sił zbrojnych. W pierwszych dniach listopada 1918 por. Nopp udzielił pomocy Polakom przy formowaniu 1 kompanii wojska polskiego, później wchodzącego w skład 3 batalionu Strzelców Sanockich. Po przejęciu władzy w mieście przez Polaków żołnierze czeskiej narodowości opuścili miasto 4 listopada 1918 odjeżdżając koleją i byli przyjaźnie żegnani przez miejscowych mieszkańców. W swoich wspomnieniach z 1919 uczestnik tych wydarzeń Juliusz Zaleski tak się wypowiedział:

Zaznaczyć trzeba, że wielce był życzliwym i pomocnym zwłaszcza Nopp porucznik Baonu czeskiego w tych pierwszych dniach tworzącemu się wojsku polskiemu w Sanoku.

### Działalność muzyczna
W grze na skrzypcach był uczniem Arnolda Rosé i Františka Ondříčka w Wiedniu. Potem doskonalił się u prof. Otakara Ševčíka i został jego asystentem. Od 1946 do 1957 był profesorem w Konserwatorium w Brnie. Jego uczniami byli M. Doležal, J. Foltýn, Z. Sehnal, V. Řehák. Zmarł w 1970.

## Publikacje
- Housle: dějiny vývoje houslí, houslařství a hry houslové (1945)[3]
- Profesor Otakar Ševčik – Život a dílo (1948)[24]
- Houslová hra v SSSR (1948)[3]

Współautor
- Triová sonáta pro dvoje housle a klavír (1934, oraz Georg Benda)[25]
- Koncert pro klavír, G moll, s doprovodem dvou houslí, violy a violoncella (1950, oraz Georg Benda)[26]
- Triová sonáta = Sonata per due violini e clavicembalo (1956, oraz Bohuslav Martinů)[27]
- Sonatina per violino e piano (1965, oraz Bohuslav Martinů)[28]
- Sonatina per violino e piano (1937) (1977, oraz Bohuslav Martinů)[29]
- Intermezzo : čtyři skladby pro housle a klavír : vier Kompositionen für Violine und Klavier : four compositions for violin with piano accompaniment (1937) (1982, oraz Bohuslav Martinů, Karel Šolc)[30]
- Sonatina for violin and piano (1988, oraz Bohuslav Martinů)[31]

## Odznaczenia
- Srebrny Medal Waleczności 2 klasy (przed 1918)[9]
- Brązowy Medal Waleczności (przed 1918)[9]
- Krzyż Wojskowy Karola (przed 1918)[9]
- Krzyż Pamiątkowy Mobilizacji 1912–1913 (przed 1917)[8]